# Ponari
Ponari (en serbe cyrillique : Понари) est un village de l'est du Monténégro, dans la municipalité de Podgorica.

## Démographie

### Évolution historique de la population
| 1948 | 1953 | 1961 | 1971 | 1981 | 1991 | 2003 |
| ---- | ---- | ---- | ---- | ---- | ---- | ---- |
| 294  | 473  | 519  | 469  | 382  | 309  | 295  |